# Петросян, Сурен Григорьевич
Суре́н Григо́рьевич Петрося́н (арм. Սուրեն Գրիգորի Պետրոսյան; 15 декабря 1916, с. Рев, Елисаветпольская губерния — 25 ноября 1996, Ереван) — командир батальона 5-й гвардейской воздушно-десантной бригады 52-й армии 2-го Украинского фронта, гвардии старший лейтенант, Герой Советского Союза.

## Биография
Родился 15 декабря 1916 года в крестьянской семье в селе Рев Елисаветпольской губернии, ныне — в регионе Нагорный Карабах. По национальности армянин. В Красной Армии с 1939 года. В 1942 году окончил Курсы усовершенствования командного состава. На фронтах Великой Отечественной войны с сентября 1942 года.
Особо отличился в битве за Днепр. Третий батальон 5-й гвардейской воздушно-десантной бригады 2-го Украинского фронта под командованием С. Г. Петросяна в составе бригады был высажен на правобережье Днепра в Черкасском районе Черкасской области, захватил и удерживал плацдарм на западном берегу Днепра. До 20 ноября 1943 года батальон совершил рейд по тылам противника. За 2 месяца боёв батальон С. Г. Петросяна уничтожил штаб вражеского батальона в деревне Поток, совершил налёт на деревню Николаевка, захватил укреплённые пункты Елизаветовка и Дубиевка.
Указом Президиума Верховного Совета СССР от 24 апреля 1944 года за мужество, отвагу и героизм, проявленные в боях с немецко-фашистскими захватчиками, гвардии старшему лейтенанту Петросяну Сурену Григорьевичу присвоено звание Героя Советского Союза с вручением ордена Ленина и медали «Золотая Звезда» под номером 2731.
С 1945 года капитан С. Г. Петросян — в запасе. Работал в Кироваканском райкоме партии. Затем служил в органах МВД Армении, откуда уволился в 1973 году в звании подполковника милиции. Жил в Ереване. Умер 25 ноября 1996 года.